# Stora Vinfatet

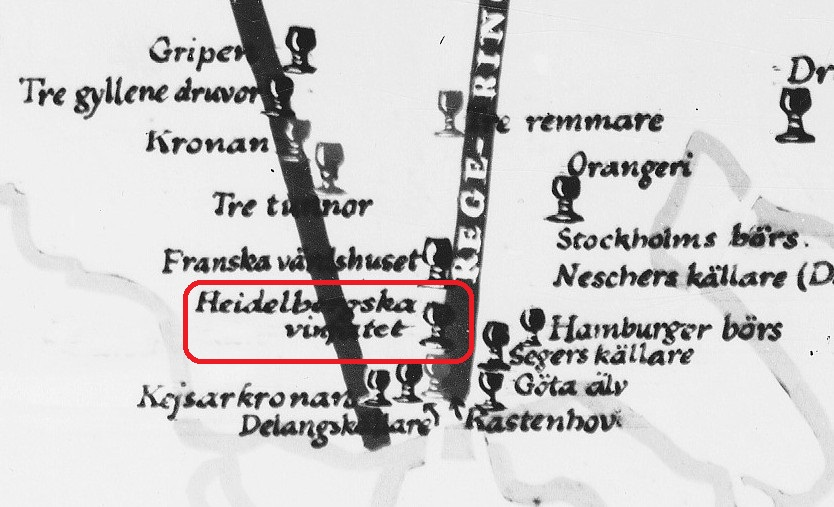
Kända värdshus i norra Stockholm, 1600- till 1700-tal ("Stora Vinfatet" markerad)

Stora Vinfatet (även Heidelbergska vinfatet) var en känd vinkällare från 1700-talet belägen vid Regeringsgatan 9 på Norrmalm i Stockholm. 

## Historik
Stora vinfatet var ett av Stockholms kända utskänkningsställen som på 1700-talet även var känt som Heidelbergska vinfatet. Namnet har troligen inspirerats av det stora vinfatet i Heidelbergs slottsruin som rymmer 221 726 liter vin och lär vara världens största.
Källaren besjöngs i Bacchi Soldaters Källar-Patrull från 1767 (osäkert om Bellman är upphovsman). Här omnämns i 13 verser inte mindre än 26 vinkällare. I vers tio heter det:

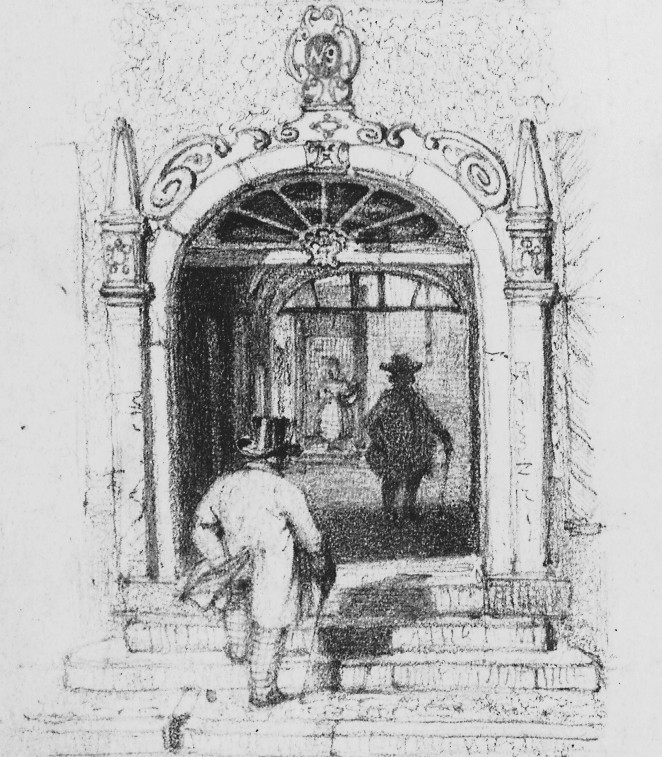
Porten till källaren Stora Vinfatet, Regeringsgatan 9, samtida illustration av Carl Svante Hallbeck.

| ” | Kejsare-Kronan, Den hufvudbona'n Pryda skall vår käcka General. Stockholms Rådhuset Där vi fått ruset Blifva skall hans rikes sal. Vinfat, Tre Tunnor, blifva skall hans tron. Hör fälttrumpeten, blås ur samma ton! Fall-falleralla Blås ur samma ton. | „ |

Med Vinfat avses just Heidelbergska vinfatet och med Tre Tunnor en vinkällare i hörnet av Drottninggatan / Klarabergsgatan (se Tre Tunnor).
På 1760-talet var vinskänken Friedrich Reiners ägare till Stora Vinfatet. Han ägde efter 1767 även Källaren Stralsund i Gamla stan. På 1840-talet ägdes Stora Vinfatet av källarmästaren Abraham Eric Anstrin (född 1781). Han hade bland andra skalden Per Daniel Amadeus Atterbom som gäst vilket framgår av brev från denne till författaren Erik Gustaf Geijer. Stället försvann på 1850-talet.
I slutet av 1800-talet blev huset Regeringsgatan 9 en del av Joseph Lejas varuhus som redan var etablerat på nummer 5 och 7. Regeringsgatan 9 revs 1909 och ersattes av Felix Sachs hus. Både det och Regeringsgatan 5–7 försvann i slutet av 1960-talet i samband med rivningen av Norra Smedjegatan med kringliggande bebyggelse. På platsen ligger idag Gallerians sydöstra hörn (se fastigheten Trollhättan 31).